# Contrato de concesión de obras públicas
El contrato de concesión de obras públicas es un tipo de contrato relativo al régimen de contratación del sector público en España. Su regulación esencial está contenida en la Ley 9/2017, de 8 de noviembre, de Contratos del Sector Público.
El contrato de concesión de obras públicas es una figura derivada del contrato de obras. Recae sobre prestaciones semejantes (obras de primer establecimiento, reforma, gran reparación, reparación, rehabilitación, restauración, mantenimiento y conservación), aunque se caracteriza por la contraprestación que recibe el contratista, que podrá consistir en el derecho a explotar la obra, o bien en dicho derecho acompañado de la percepción de un precio a cargo del ente del sector público que contrata.
La ejecución del contrato se hará a riesgo y ventura del contratista. Eventualmente, el contrato podrá incluir la posterior adecuación, reforma, modernización y reparación de la obra, de cara a mantener su funcionalidad.

## Procedimiento

### Preparación
La fase de preparación de los contratos de concesión de obra pública empieza con la elaboración, por parte de la Administración concedente, de un estudio de viabilidad, que hará referencia al coste y justificación de la obra, así como a la rentabilidad de la concesión, su impacto socioeconómico y ambiental, e incluso los riesgos operativos y tecnológicos de la construcción y explotación de la obra. Tal estudio será sometido a un posterior trámite de información pública.
Tras la aprobación del estudio de viabilidad, la Administración podrá elaborar un anteproyecto de construcción y explotación de la obra, en función de su complejidad. Cuando la definición de las características haya sido suficientemente precisada, la Administración procederá a la redacción, supervisión, aprobación y replanteo del correspondiente proyecto.
La Ley también establece unos contenidos mínimos a los que deberán hacer alusión los pliegos de cláusulas administrativas particulares. De esta manera, deberán especificar el objeto del contrato, la solvencia, el sistema de retribución, las garantías, etc. Cabe hacer especial mención al contenido mínimo de las proposiciones, que deberán hacer alusión a aspectos esenciales del contrato, como el plazo de duración de la concesión o el plan económico-financiero de dicha concesión.

### Ejecución
Tras la fase de preparación se produce la adjudicación al contratista que presente la oferta económicamente más ventajosa, conforme a las normas generales del procedimiento de contratación del sector público. Tales normas generales regirán también para la perfección del contrato, y su formalización. Llegados a la fase de ejecución, la Ley de Contratos del sector público contiene una serie de especialidades a las que conviene hacer referencia.
De esta manera, se plantea la posibilidad de que las obras sean realizadas en parte por la propia Administración (ejecutándola por su cuenta, o financiándola en parte); o que el concesionario de las obras contrate con terceros su ejecución, respondiendo de los contratos de obras que celebre con estos.
Por otra parte, se establece el principio de riesgo y ventura del concesionario en la ejecución de las obras. Dicho principio no rige en las partes de las que se haya encargado la propia Administración, que tendrán un régimen similar al del contrato de obras. Pese a ello, en los supuestos de fuerza mayor, se le concede al concesionario la posibilidad de aumentar los plazos de duración de la concesión, e incluso un reajuste en el plan económico-financiero.
Finalmente, la Ley de Contratos contempla la posibilidad de modificar el contrato de concesión de obras públicas, así como su eventual resolución por tal motivo. También se menciona el levantamiento de acta de comprobación con la finalización de las obras. Por su parte, el acta de recepción formal se levantará al término de la concesión, y supondrá la entrega de las obras al órgano de contratación.